# Indústria de Carrocerias Bugre

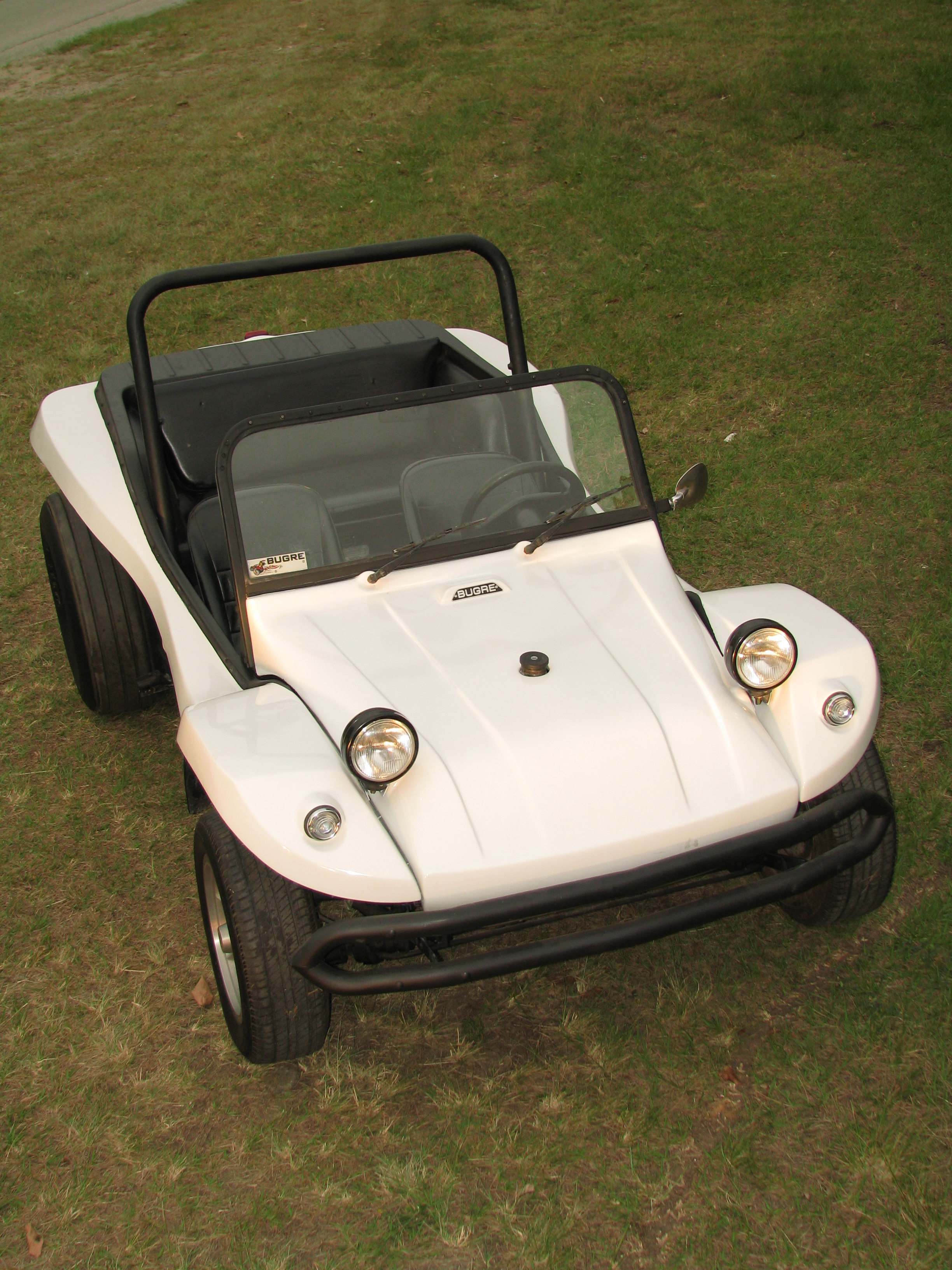
Bugre Buggy

Indústria de Carrocerias Bugre Ltda. ist ein brasilianischer Hersteller von Automobilen.

## Unternehmensgeschichte
Francisco Cavalcanti gründete 1970 das Unternehmen in Rio de Janeiro. Er begann mit der Produktion von Automobilen und Kit Cars. Der Markenname lautet Bugre. Die Montage erfolgte anfangs zum Teil auch durch Montadora Nacional de Automóveis. 2005 zog das Unternehmen vom Ortsteil Bonsucesso nach Rio Bonito. Die Jahresproduktion lag in den 1980er Jahren bei rund 720 Fahrzeugen, in den 2000er Jahren bei rund 150 Fahrzeugen und in den 2010er Jahren bei rund 144 Fahrzeugen. Insgesamt entstanden bisher mehr als 9000 Fahrzeuge, von denen einige auch exportiert wurden.

## Fahrzeuge
Im Angebot stehen VW-Buggies. Das erste Modell Bugre basierte auf dem gekürzten Fahrgestell vom VW Käfer. Bis 1972 entstanden hiervon etwa 180 Fahrzeuge.
Der darauf folgende Bugre II war optisch ähnlich.
Der SS von 1971 war sportlicher ausgelegt und fand in zwei Jahren etwa 100 Käufer.
Vom M 150 entstanden in zehn Jahren rund 970 Fahrzeuge.
1977 kam der Bugre III auf den Markt.
Der FC-15 Safari war ein Fahrzeug im Stile des Jeep, allerdings mit Zweiradantrieb. Ein Leiterrahmen bildete die Basis. Der Vierzylinder-Boxermotor von Volkswagen war auch hier im Heck montiert. Ein Prototyp mit Frontmotor wurde nach dem Tod von Francisco Cavalcanti aufgegeben. Später wurde dieses Modell einfach FC-15 genannt.
1980 löste der Bugre IV den Bugre III ab.
1983 kam der Bugre V auf den Markt.
2007 begannen die Arbeiten an einem Nachfolger für den Bugre V, der im Januar 2008 als Bugre II präsentiert wurde.
2016 bestand das Angebot aus Bugre IV und Bugre VII.